# Ґамера: Захисник Всесвіту
«Ґамера: Захисник Всесвіту» (яп. ガメラ 大怪獣空中決戦, Ґамера: Дайкайдзю Кучу Кессен, «Ґамера: Повітряна битва гігантських монстрів») — японський кайдзю-фільм 1995 року режисера Сусуке Канеко за сценарієм Казунорі Іто. Це дев'ятий фільм у франшизі «Ґамера», перший фільм у трилогії Хейсей та перше перезавантаження. У фільмі знімались Сінобу Накаяма, Аяко Фудзітані, Юкідзіро Хотару, Цуйосі Іхара та Акіра Онодера, з Наокі Манабе та Джуном Сузукі в ролі Ґамери та Юхмі Канеямою в ролі Ґяоса.
Фільм був зпродюсований Daiei Film, Hakuhodo та Nippon Television, а розповсюджений Toho. Його реліз в японських кінотеатрах відбувся 11 березня 1995 року, а у 1996 році за ним вийшов сиквел — «Ґамера 2: Атака Легіону».

## Сюжет
Поблизу Філіппін, корабель з плутонієм стикається з плавучим атолом. Під час його обстеження, група вчених на чолі з Наоєю Кусанагі виявляє на атолі руни та амулети. Через раптовий землетрус, вчених викидає в океан. Тим часом орнітолог Маюмі Нагаміне досліджує село на яке, як повідомляється, напав гігантський птах. Хоче спершу Нагаміне скептично ставиться до цього, вона з жахом виявляє людські рештки у гігантському гнізді. Пізніше вона стає свідком нападу птахів на сусіднє село, і погоджується допомогти уряду в боротьбі з ними. Трьох птахів заманюють на бейсбольний стадіон, однак на них нападає гігантська черепаха.
Після перекладу рун виявляється, що назва гігантської черепахи — Ґамера, а птахів — Ґяоси. Коли дочка Йонеморі Асагі торкається одного з амулетів і ненавмисно утворює телепатичний зв'язок з Ґамерою. Кусанагі намагається переконати уряд, що не Ґамера, а Ґяоси є справжньою загрозою, але її ніхто не слухає.
Пізніше, Кусанагі, Йонеморі та Нагаміне стають свідками ще однієї атаки Ґяосів, однак вчасно з'являється Ґамера і рятує їх, хоча один із Ґяосів втікає. Асагі виявляє, що через зв'язок з Ґамерою вона зазнала таких ж поранень. На горі Фудзі вона стає свідком військових дій проти Ґамери. З'являється Ґяос і ранить Ґамера, через що останній відходить в океан. Асагі впадає в кому, перебуваючи в лікарні. Нагаміне і Йонеморі дізнаються, що Ґяоси розмножуються нестатево і є генетичномодифікованими. Нагаміне висловлює припущення, що Ґамера була створена стародавньою цивілізацією для боротьби з Ґяосами.
Один із Ґяосів еволюціонує в Супер Ґяоса і атакує Токіо, після чого будує гніздо на Токійській телевежі. Ґамера оздоровлюється, після чого атакує його. За допомогою зв'язку з Асагі, Ґамера перемагає Ґяоса, після чого виліковує її і вирушає в океан. Асагі повідомляє, що Ґамера обов'язково повернеться у випадку появ нових загроз.

## В ролях
| Актор                       | Роль               |
| --------------------------- | ------------------ |
| Цуйосі Іхара                | Йосінарі Йонеморі  |
| Акіра Онодера               | Наоя Кусанагі      |
| Сінобу Накаяма              | Маюмі Нагаміне     |
| Аяко Фудзітані              | Асагі Кусанагі     |
| Юкідзіро Хотару             | Інспектор Осако    |
| Хацунорі Хасегава           | Полковник Сатаке   |
| Хіротаро Хонда              | Містер Сайто       |
| Акіра Кубо                  | Капітан Каірю-мару |
| Наокі Манабе та Джун Сузукі | Ґамера             |
| Юмі Канеяма                 | Ґяоси              |